# Guicciardi (famiglia)
I Guicciardi sono un'antica famiglia nobile valtellinese.

## Storia

### Origini
La leggenda fa risalire il capostipite ad un Guichard, paladino franco di Carlo Magno. Il re dei Franchi, sconfitto Desiderio, nel 774 passava per la Valtellina e con atto in data 14 marzo 775 la infeudava all'Abbazia parigina di St. Dénis. In lingua franca Wigchard significa “combatte [wig] valoroso [chard]".
Le prime attestazioni documentali di questo casato in Valtellina si rinvengono in una pergamena del 1151, conservata nell’Archivio della Madonna di Tirano ed avente ad oggetto un’investitura effettuata dal Vescovo di Como Ardizzone I, nonché in pergamene del 1190 e del 1202. Successivamente la famiglia fioriva in Ponte in Valtellina, dove Guicciardo, nel 1350 Consigliere comunale, è il capostipite comune di tutti i rami, accomunati dalla medesima arma gentilizia.
A partire dal XV secolo gli esponenti della famiglia Guicciardi avevano parte di rilievo nella storia della Valtellina, ricoprendo incarichi di prestigio in ambito giuridico, politico, militare e religioso.

### XV-XVI sec.
Si ricordano:
- Andrea (Ponte, 1476-1552), dottore in lettere e medicina, che nel 1498 diveniva Rettore dell’Università di Pavia[10]. Curava per il figliastro Azzo II Besta, ancora minorenne, l’edificazione del monumentale Palazzo Besta di Teglio, cui imprimeva uno splendido stile rinascimentale[11];
- Nicolò (Teglio), figlio di Andrea, dottore in medicina, che nel 1539 era Rettore dell’Università di Padova[10];
- i fratelli Francesco (Ponte, 1528-1599) e Innocenzo (Ponte, 1524-1595), autori nel 1578 del grandioso ciborio in bronzo della chiesa di S. Maurizio di Ponte[12], e della statua dell'Arcangelo Michele posta sulla cupola del Santuario della Madonna di Tirano (1587);
- Giovanni Maria (Ponte, 1508-1596), dottore in utroque; tra i fondatori del Collegio Gesuitico di Ponte, successivamente alla sua soppressione da parte dei Grigioni, nel 1582 si recava alla dieta di Coira per perorarne la re-istituzione "per far argine alla eresia", secondo i desiderata del Card. Carlo Borromeo[13][14];
- Marco Antonio (Ponte, 1515-1596), fratello di Giovanni Maria, giureconsulto insigne, letterato e scienziato, che nel 1585 fu uno dei dodici "sindici"  eletti per la tensa di Monte dell’Acqua[15]. Capitano delle Milizie di Ponte. Ingrandiva e abbelliva il palazzo di famiglia in Ponte[16].

### XVII sec.
Si ricordano:
- il Capitano Giovanni (Ponte, 1584-1664), diplomatico, condottiero delle truppe valtellinesi durante il moto insurrezionale anti grigione denominato “Sacro Macello” (1620), divenuto poi Luogotenente Generale della Valle e Podestà di Sondrio (1634)[17];
- Nicolò (Ponte, 1623-1676), figlio di Giovanni, che combatté al servizio del duca di Modena in Spagna con Filippo IV, fu Capitano delle milizie di Ponte, Assessore e Cancelliere del Terziere di Mezzo dal 1663 e 1683, Croce di Giustizia dell’Ordine dei SS. Maurizio e Lazzaro[18];
- Giovanni (Ponte, 1644-1719), nipote del Capitano Giovanni, fu Luogotenente Generale e Cancelliere della Valle, Cavaliere dei SS. Maurizio e Lazzaro[19];
- Antonio Maria (Ponte, 1665-1739), teologo gesuita, confessore di Maria Caterina d’Este, principessa di Carignano, il quale scrisse Lezioni sacre e morali sopra i libri di Giobbe, profeta santo e pazientissimo, 1741, in 8° per Giambattista Recurti[20];
- Francesco (Ponte, + 1633) e Antonio (Ponte, 1590 - Tresivio, 1656), fratelli, giuristi, chiamati nel 1613 a tracciare il confine tra le comunità di Tresivio e Monte dell’Acqua. Francesco fu Capitano di fanteria di Filippo IV di Spagna, Capitano di Milizia al Sacro Macello, Presidente della Sanità, Assessore di Acqua. Acquistava in Tresivio il cinquecentesco palazzo Beccaria, attuale sede comunale, dando inizio al ramo di Tresivio. Antonio, Consigliere del Terziere di Mezzo, che con disposizione testamentaria 16 maggio 1656 legava ingenti capitali alla fabbrica della Ecclesia Lauretana de Trisivio [21];
- Giacinto (+1683), giurista, Console di Giustizia a Ponte, che in esecuzione della disposizione testamentaria dello zio Antonio rogava in data 19 agosto 1656 una transazione col vescovo di Como attraverso la quale veniva eretto il Beneficio Ecclesia Lauretana de Trisivio con diritto di giuspatronato in perpetuum per sè e per i suoi discendenti maschi[22].

### XVIII secolo
Si ricordano:
- Francesco Saverio (Ponte, 1662 - Cesena, 1725), Auditore e Maestro di Camera del Card. Colloredo, Assistente al soglio di Papa Clemente XI. Fu Vescovo di Narni dal 1709 al 1718 e Vescovo di Cesena dal 1718 al 1725[23]. Autorizzò la costruzione del Santuario della Madonna del Ponte di Narni, di cui nel 1716 pose la prima pietra[24]. Scrisse Decreti istruzioni e esortazioni per i parrochi confessori e predicatori della città e diocesi di Cesena, Cesena, 1722, in 8° per Aldobrando Fabbri[25];
- Guicciardo (Ponte, 1658-1739), fratello di Francesco Saverio, deputato della Rezia Superiore e Cameriere della Chiave d’Oro del Duca di Mantova Ferdinando Carlo Gonzaga-Nevers, Cavaliere nobile per giustizia di Santo Stefano, che nel 1722 riceveva da Cosimo III la commenda di Padronato dell’Ordine. Scrisse Discorso legale dell’Ill.mo Sig. Gaspare Aborgo[26], Milano, 1729, in 4°, stamperia Malatesta[27];
- Diego (Lugano, 1756 - Milano, 1837), Cancelliere Supremo di Valtellina (1785-1789) fautore dell’annessione della Valtellina alla Repubblica Cisalpina nel 1797, deputato a Parigi per l’incoronazione di Napoleone, Segretario di Stato della Repubblica Italiana, Direttore della Polizia (1809) e dell’Interno, Senatore, creato conte da Napoleone ed insignito della Legion d’Onore. Deputato per la Valtellina al Congresso di Vienna (1814), ebbe in premio per le sue capacità l’incorporazione della Valtellina alla Lombardia e all’Impero. Fu nominato dall’Imperatore vice presidente dell’I.R. Governo di Lombardia e Consigliere di Stato. Fondò nel 1823 la prima Cassa di Risparmio, denominata inizialmente Cassa di Risparmio di Milano e poi Cassa di Risparmio delle Provincie Lombarde (CARIPLO), di cui fu il primo presidente[28];
- Francesco (Tresivio, 1657 - Tresivio, 1719), Cancelliere Supremo di Valle e Cancelliere nel Terziere di mezzo negli anni 1707-09[22];
- Bonomo (Ponte, 1696-1749), figlio di Francesco, capitano dei corazzieri dell’imperatore d’Austria nel 1715 e Maggiore del reggimento di Wittemberg[29];
- Giovan Enrico (Ponte, 1743-1803), Console di Giustizia e Assessore di Valle, giurista insigne e collaboratore giuridico di Benedetto XIV, da cui per i servigi resi riceveva indulgenza plenaria per i discendenti fino alla quinta generazione[senza fonte][30];

### XIX sec.
Si ricordano:
- Enrico (Ponte, 1812-1895), notaio, Presidente del Tribunale di Appello di Milano (1848), patriota e Capo della provincia di Sondrio, primo italiano a scalare il Monte Bianco, Cavaliere di Gran Croce dell’Ordine dei SS. Maurizio e Lazzaro, ufficiale dell’Ordine Militare di Savoia. Nel 1848 comanda il battaglione valtellinese a difesa dei confini allo Stelvio e al Tonale. Nel 1859 viene nominato da Cavour Intendente Generale della Provincia di Sondrio. Viene eletto deputato nel 1860, nel 1866 e nel 1867. Dal 1861 al 1865 è prefetto di Cosenza. Nel 1866, allo scoppio della III guerra d’indipendenza, organizza la difesa dello Stelvio in qualità di colonnello della Guardia Nazionale Mobile. Con decreto 12/6/1866 è nominato senatore. È Prefetto di Palermo fino al 1868. Nel 1872 è Presidente della Croce Rossa Italiana. È sindaco di Ponte dal 1873 fino alla morte[31][32];
- Francesco (Tresivio, 1785 - Tresivio, 1850), notaio, giudice a Brescia e a Sondrio. Si distinse nel Risorgimento valtellinese (1848). Fu Presidente della Congregazione Provinciale durante la prima guerra di Indipendenza, ed in tale veste fece approvare l’indirizzo di saluto a Re Carlo Alberto e l’adesione della Provincia di Sondrio alla guerra contro l’Austria[32]. Edificava il nuovo, ottocentesco, Palazzo Guicciardi di Tresivio[33];
- Ruggero (Tresivio, 1819 - Tresivio, 1887), dottore in legge, Deputato alla Congregazione Centrale Lombardia in rappresentanza di Sondrio dal 12 dicembre 1856, Podestà di Sondrio[32], si distinse nel 1848 quale ufficiale dei volontari valtellinesi al Tonale;
- Giuseppe (Tresivio, 1856 - Tresivio, 1937), Avvocato, Presidente della Deputazione Provinciale di Sondrio (1912-1919), Podestà di Tresivio, Presidente del consorzio granario nella guerra 1915-18[32].

### XX secolo
Si ricordano:
- Luigi (Sondrio, 1856-1915), Prefetto di Ferrara, Rovigo, Pavia. Presidente della Banca Popolare di Sondrio per pochi mesi fino al 1915 quando, partito volontario per il fronte all’età di 60 anni, morì sul Carso ricevendo la Croce al merito di guerra[34][35];
- Enrico (1909-1970), Avvocato, fu, presso la Facoltà di Giurisprudenza dell’Università di Padova: Professore Ordinario di diritto amministrativo, dal 1936 al 1970; Preside di facoltà, nel 1943 e nel biennio 1945 – 1947; Direttore dell’Istituto di Diritto Pubblico, fra il 1939 ed il 1947, e tra il 1950 ed il 1967. Presidente del Consiglio Nazionale Forense nel 1969, e membro dell’Accademia Nazionale dei Lincei. Fu autore tra l’altro di: La giustizia amministrativa, Padova, 1942, dove elabora la fondamentale dicotomia tra “norme di relazione” e “norme di azione”[36];
- Diego (1906 - 1989), fratello di Enrico, nominato Cavaliere del Lavoro nel 1963[37], prima direttore dello Stabilimento L'Aquila di Trieste durante il delicato periodo del secondo conflitto mondiale, poi dal 1957 consigliere delegato, e successivamente Presidente, della Shell Italiana;
- Carlo Alberto (Tresivio, 1891 - Genova, 1982), Presidente del Tribunale di Sondrio, Consigliere della Corte di Appello di Venezia, Brescia e Genova, Consigliere di Cassazione[32]. Coniugato con Caterina Boggio Marzet, partigiana, medaglia di “Patriota” per la Resistenza;
- Francesco (1934), figlio di Carlo Alberto, Avvocato Generale On. dello Stato, è stato Capo Ufficio Legislativo dei Ministeri della Sanità e del Lavoro, e Capo di Gabinetto dei Ministeri della Sanità, dei Lavori Pubblici, e dell'Istruzione, Presidente del Credito Valtellinese (1992-2003), Presidente della Fondazione Credito Valtellinese (1998-2010)[32]. Cavaliere di Gran Croce dell'Ordine al Merito della Repubblica Italiana[38]. Cavaliere di Gran Croce di Giustizia del Sacro Ordine Militare Costantiniano di San Giorgio[39].